# نادي إمبولي
نادي إمبولي لكرة القدم (بالإنكليزية: Empoli Football Club) هو ناد إيطالي لكرة قدم من مدينة إمبولي بتوسكانا. تأسس عام 1920 ولعب أول مباراة رسمية له عام 1921. هبط النادي للدرجة الثانية من الدوري الإيطالي عام 2004، ولكنه عاد في أقرب فرصة للدرجة الأولى. رغم تواجد الفريق في الدرجة الأولى، لم يحصل على أية بطولة رئيسية سوى حصوله على المركز الأول في الدرجة الثالثة مرة واحدة. ملعب الفريق هو إستاديو كارلو كاستيلاني (Stadio Carlo Castellani) الذي يسع 19847 متفرج. ألوان الفريق هما الأزرق والأبيض.

## إنجازات الفريق
- الدوري الإيطالي الدرجة الثالثة (المجموعة الثانية): 1983

## وصلات خارجية
- الموقع الرسمي